# Albanerpetontidae
Gli albanerpetontidi (Albanerpetontidae Fox and Naylor, 1982) sono una famiglia di anfibi estinti, forse imparentati con gli anfibi attuali (Lissamphibia). Vissero tra il Giurassico medio (Bathoniano, circa 167,7 milioni di anni fa) e il Pliocene superiore (Piacenziano, circa 2,6 milioni di anni fa) e i loro resti fossili si rinvengono in Laurasia e in Nordafrica.

## Tassonomia
Di aspetto simile a quello delle salamandre, gli albanerpetontidi non possono essere però considerati stretti parenti di queste ultime a causa di numerose caratteristiche scheletriche che hanno portato i paleontologi a considerare questa famiglia come un taxon ben distinto. La classificazione degli albanerpetontidi non è chiara: alcuni li considerano il sister group di tutti i restanti lissanfibi (apodi, urodeli e anuri), mentre altri li ritengono vicini all'antenato comune di urodeli e anuri.

## Specie
Si conoscono quattro generi di albanerpetontidi: Albanerpeton (Cretaceo inferiore – Pliocene superiore) di Europa e Nordamerica, con sette specie; Celtedens (Giurassico superiore – Cretaceo inferiore) dell'Europa, con due specie; Anoualerpeton (Giurassico medio – Cretaceo inferiore), di Europa e Nordafrica, con due specie; Wesserpeton (Cretaceo inferiore), dell'Inghilterra, con una sola specie.

## Tassonomia
```
†
Albanerpetontidae
 Fox & Naylor, 1982
     |--o †
Anoualerpeton
 Gardner, Evans & Sigogneau-Russell, 2003; M. Jur. WEu. E. Cret. NWAf.
     |  |-- †
A. priscus
 Gardner, Evans & Sigogneau-Russell, 2003; M. Jur. WEu. 
     |  `-- †
A. unicus
 Gardner, Evans & Sigogneau-Russell, 2003; E. Cret. NWAf. 
     `--+--o †
Celtedens
 McGowan & Evans, 1995 U. Jur. L. Cret. WEu.
        |  |-- †
C. megacephalus
 (Costa, 1864) 
        |  `-- †
C. ibericus
 McGowan & Evans, 1995
        `--+--o †
Wesserpeton evansae
 Sweetman & Gardner, 2011; L. Cret. WEu.
           `--o †
Albanerpeton
 Estes & Hoffstetter, 1976 
              |?- †
A. sp.
 [Hateg Basin, Romania] [Folie & Codrea, 2005]
              |-- †
A. arthridion
 Fox & Naylor, 1982; U.Cret. NAm.
              `--+--+-- †
A. gracilis
 Gardner, 2000; U.Cret. NAm.
                 |  |-- †
A. cifellii
 Gardner, 1999; U.Cret. NAm.
                 |  `-- †
A. galaktion
 Fox & Naylor, 1982; U.Cret. NAm.
                 `--+-- †
A. nexuosus
 Estes, 1981; U.Cret. NAm.
                    `--+-- †
A. pannonicus
 Venczel & Gardner, 2005; L.Plioc. CEu.
                       `--+-- †
A. sp.
 [U. Palaoc. Alberta, Paskapoo fr.]
                          `-- †
A. inexpectatum
 Estes & Hoffstetter, 1976; L.-M.Mio. WEu.

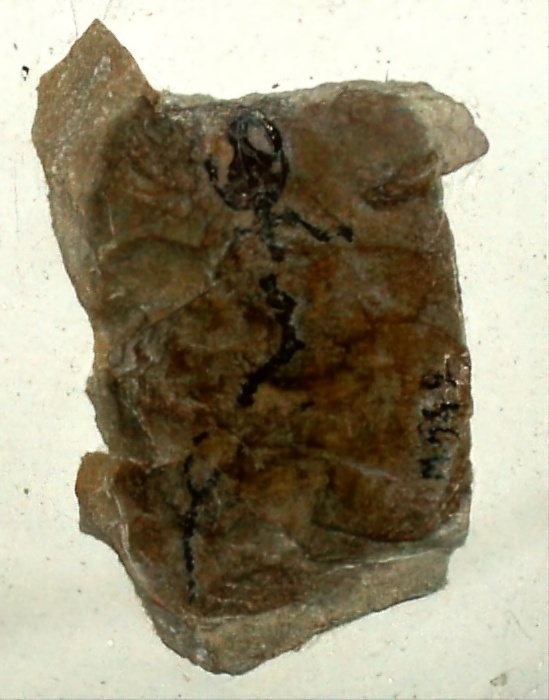
Fossile di Celtedens megacephalus proveniente dal giacimento di Pietraroja

```